# Campeonato Mundial e Europeu de Hóquei em Patins Masculino de 1950
O Campeonato Europeu de 1950 foi a 6.ª edição do Campeonato do Mundo de Hóquei em Patins e simultaneamente a 16.ª edição do Campeonato Europeu de Hóquei em Patins.

## Participantes
| Países             | Participação (Mundial) | Participação (Europeu) | Melhor Resultado (Mundial)  | Melhor Resultado (Europeu)                                            |
| Portugal           | 6.ª                    | 11.ª                   | Campeão (1947, 1948 e 1949) | Campeão (1947, 1948 e 1949)                                           |
| Espanha            | 4.ª                    | 4.ª                    | 2.º Lugar (1949)            | 2.º Lugar (1949)                                                      |
| Itália             | 6.ª                    | 14.ª                   | 2.º Lugar (1936 e 1939)     | 2.º Lugar (1929, 1936, 1938 e 1939)                                   |
| Bélgica            | 6.ª                    | 16.ª                   | 2.º Lugar (1947)            | 2.º Lugar (1947)                                                      |
| Inglaterra         | 6.ª                    | 16.ª                   | Campeão (1936 e 1939)       | Campeão (1926, 1927, 1928, 1929, 1930, 1931, 1932, 1934, 1936 e 1939) |
| França             | 6.ª                    | 16.ª                   | 5.º Lugar (1939)            | 2.º Lugar (1926, 1927, 1928, 1930 e 1931)                             |
| Suíça              | 6.ª                    | 16.ª                   | 4.º Lugar (1936)            | 2.º Lugar (1937)                                                      |
| Holanda            | 3.ª                    | 3.ª                    | 8.º Lugar (1949)            | 8.º Lugar (1949)                                                      |
| Alemanha Ocidental | 3.ª                    | 13.ª                   | 5.º Lugar (1936)            | 2.º Lugar (1932 e 1934)                                               |
| Egito              | 2.ª                    | África                 | 8.º Lugar (1948)            | x                                                                     |
| ------------------ | ---------------------- | ---------------------- | --------------------------- | --------------------------------------------------------------------- |

## Resultados
| Equipa | Equipa             | Pts | J | V | E | D | GM | GS | DG  |
| ------ | ------------------ | --- | - | - | - | - | -- | -- | --- |
| 1.º    | Portugal           | 18  | 9 | 9 | 0 | 0 | 52 | 7  | 45  |
| 2.º    | Itália             | 16  | 9 | 8 | 0 | 1 | 52 | 10 | 42  |
| 3.º    | Suíça              | 13  | 9 | 6 | 1 | 2 | 33 | 21 | 12  |
| 4.º    | Espanha            | 11  | 9 | 5 | 1 | 3 | 34 | 20 | 14  |
| 5.º    | Alemanha Ocidental | 9   | 9 | 4 | 1 | 4 | 30 | 24 | 6   |
| 6.º    | França             | 8   | 9 | 3 | 2 | 4 | 20 | 33 | -13 |
| 7.º    | Inglaterra         | 6   | 9 | 3 | 0 | 6 | 27 | 24 | 3   |
| 8.º    | Bélgica            | 6   | 9 | 3 | 0 | 6 | 19 | 23 | -4  |
| 9.º    | Holanda            | 2   | 9 | 1 | 0 | 8 | 13 | 36 | -23 |
| 10.º   | Egito              | 1   | 9 | 0 | 1 | 8 | 5  | 87 | -82 |

|                    | Portugal | Itália | Suíça | Espanha | Alemanha | França | Inglaterra | Bélgica | Países Baixos | Egito (1922) |
| ------------------ | -------- | ------ | ----- | ------- | -------- | ------ | ---------- | ------- | ------------- | ------------ |
| Portugal           |          | 4-1    | 6-2   | 6-0     | 6-1      | 8-2    | 2-0        | 2-1     | 2-0           | 16-0         |
| Itália             |          |        | 6-1   | 4-0     | 3-0      | 4-2    | 5-1        | 7-1     | 9-1           | 14-0         |
| Suíça              |          |        |       | 1-1     | 4-1      | 5-3    | 4-2        | 2-1     | 3-1           | 9-0          |
| Espanha            |          |        |       |         | 4-2      | 8-0    | 2-1        | 3-4     | 5-1           | 11-1         |
| Alemanha Ocidental |          |        |       |         |          | 3-3    | 3-2        | 2-0     | 7-2           | 11-0         |
| França             |          |        |       |         |          |        | 5-3        | 2-1     | 1-0           | 2-2          |
| Inglaterra         |          |        |       |         |          |        |            | 4-1     | 5-1           | 12-1         |
| Bélgica            |          |        |       |         |          |        |            |         | 3-2           | 7-0          |
| Holanda            |          |        |       |         |          |        |            |         |               | 5-1          |
| Egito              |          |        |       |         |          |        |            |         |               |              |

## Finalíssima
| Campeão  | Result. | Vice-Campeão |
| -------- | ------- | ------------ |
| Portugal | 4-0     | Itália       |

## Classificação final
| Lugar | Seleção            | J  | V  | E | D | GM | GS | Dif. |
| ----- | ------------------ | -- | -- | - | - | -- | -- | ---- |
|       | Portugal           | 10 | 10 | 0 | 0 | 56 | 7  | +49  |
|       | Itália             | 10 | 8  | 0 | 2 | 52 | 14 | +38  |
|       | Suíça              | 9  | 6  | 1 | 2 | 33 | 21 | +12  |
| 4     | Espanha            | 9  | 5  | 1 | 3 | 34 | 20 | +14  |
| 5     | Alemanha Ocidental | 9  | 4  | 1 | 4 | 30 | 24 | +6   |
| 6     | França             | 9  | 3  | 2 | 4 | 20 | 33 | -13  |
| 7     | Inglaterra         | 9  | 3  | 0 | 6 | 27 | 24 | +3   |
| 8     | Bélgica            | 9  | 3  | 0 | 6 | 19 | 23 | -4   |
| 9     | Holanda            | 9  | 1  | 0 | 8 | 13 | 36 | -23  |
| 10    | Egito              | 9  | 0  | 1 | 8 | 5  | 87 | -82  |

| Campeões Mundiais 1950 |
| ---------------------- |
| Portugal               |
| PORTUGAL 4.º Título    |

| Campeões Europeus 1950 |
| ---------------------- |
| Portugal               |
| PORTUGAL 4.º Título    |